# Wilton (Iowa)
Pour les articles homonymes, voir Wilton.
La ville de Wilton est située dans les comtés de Cedar et Muscatine, dans l’État d’Iowa, aux États-Unis. Lors du recensement de 2010, elle comptait 2 839 habitants.

## Source
- (en) Cet article est partiellement ou en totalité issu de l’article de Wikipédia en anglais intitulé « Wilton, Iowa » (voir la liste des auteurs).